# Nicolaus Kratzer

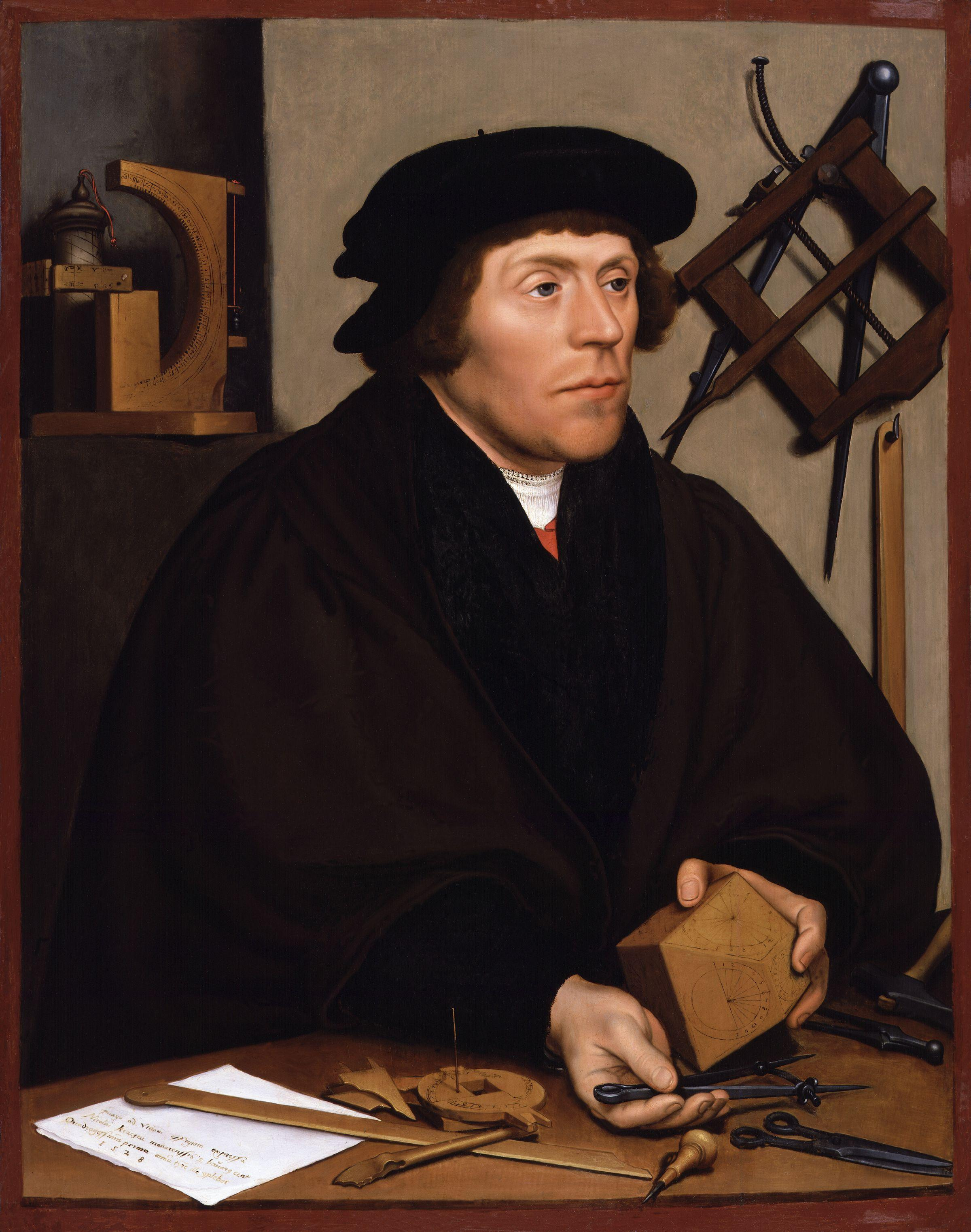
Nicolaus Kratzer

Nicolaus Kratzer, född 1487 i München, död efter den 3 augusti 1550, troligen i Oxford, var en tysk humanist, matematiker och astronom.
Kratzer studerade 1506 vid Universität Köln och Universität Wittenberg, där han förmodligen slog bekantskap med den betydande humanisten Christoph von Scheurl, som verkar ha utövat ett långvarigt inflytande på honom. Åter i Köln avslutade han 1509 såsom baccalaureus sina studier, för att förmodligen dra vidare till Wien. Man förmodar, att han arbetade med solur där.
I slutet av 1517 for han till England som att bli professor i matematik, där han 1519 trädde i Henrik VIII:s tjänst. Han var verksam som hovastronom och hade att sörja för införskaffandet av de kungliga urverken. Med sin arbetsgivares tillåtelse kunde Kratzer fortsätta hålla föreläsningar i euklidisk geometri vid Oxfords universitet och satte 1520 upp ett solur där. Under sin tid där lärde han också känna Albrecht Dürer, som han än en gång träffade i Antwerpen hos Erasmus av Rotterdam 1520.
Han var närvarande när Rotterdam blev avmålad av Dürer, och Dürer förfärdigade dessutom en bild av honom som idag anses bortglömd. I anslutning härtill företog den högt ansedde astronomen en resa på diplomatiskt uppdrag av sin arbetsgivare genom Tyskland. När han återvänt till England gav han matematikern och urmakaren Henrik VIII råd också i tekniska frågor. Av hans råd har inget ytterligare förts vidare till idag. Endast målningen av Hans Holbein den yngre ger oss idag en bild av hans yttre.

## Skrifter
- Canones Horopti, 1520
- Nicolai Krazeri liber de compositione herelogiorum
- Astrolabii alierumque instrumentorum mathematoricorum, figuris perquam illustratis